# Ким Минсук
Ким Минсук (кореј. 김민석, романизовано Kim Min-suk; 4. април 2001) јужнокорејски је пливач чија специјалност су трке мешовитим и и слободним стилом на 200 и 400 метара. 

## Каријера
На међународној сцени је дебитовао на Азијским играма 2018. у Џакарти где се пласирао у финала трка на 400 мешовито (8. место) и 4×200 слободно (4. место). 
Први наступ на светским првенствима имао је у Квангџуу 2019. где се такмичио у обе појединачне трке мешовитим стилом. На 200 мешовито је заузео 29, а на 400 метара 21. место. 